# AtWar
AtWar, před rokem 2013 "Afterwind", je onlinová tahová strategická počítačová hra podobná hře "Risk". Všichni hráči dokončují svoje pohyby naráz v kolech, které mohou trvat od 1 minuty do 48 hodin, podle nastavení. AtWar, na rozdíl od svého protějšku Risk, má volný pohyb, ve kterém se hráči obvykle snaží dobýt protivníkovo hlavní město, zemi, nebo všechna města (záleží na nastavení). Hráči soupeří, aby získali SB (Strategy Points), které jim dovolují zlepšovat se. AtWar není pay-to-win hra, ale existují privilegia pro prémiové členy, například možnost zakládat uživatelské hry, založit koalici, vytvářet mapy, a nebo mít vlastní logo/profilový obrázek.

Hra má volný pohyb bez mřížky nebo předurčených cest, a umožňuje hrát až 20 hráčům najednou. Kola probíhají společně pro všechny, a každý pohyb se projeví na konci jednoho kola. Další funkcí je editor map, který dovoluje hráčům vytvářet vlastní mapy a jednotky. Takto je možné uskutečnit jakoukoliv bitvu na jakékoliv rovině, skutečné nebo imaginární. Existuje rozmanitý výběr map; včetně standardní atlasové mapy světa. Lze také hrát v různých částech světa, jako "Evropa", "Středozemí", "Oceánie" a nebo "Latinská Amerika". Mezi populární uživatelské mapy patří "Antický Svět", "Série Vzestup Říma", "Píseň Ledu a Ohně", a "Destoria", zatímco populární scénáře obsahují "Válka k ukončení všech válek", "Hra o trůny politicky", "Endsieg", a spoustu jiných. Hra má velice unikátní komunitu s hráči z celého světa komunikující v herním fóru, které obsahuje mnoho kategorií, včetně tutoriálů, návrhů strategií, novinek od adminů, ukázka map a scénářů, a off-topic sekci, ve které se obvykle diskutuje o politice a historii. .
Hra dovoluje uživatelům formovat koalice, nebo "klany" se svými přáteli, což usnadňuje sjednání her. Klany mohou také soupeřit mezi sebou v "klanových válkách". Tyto zápasy umožňují uživatelům získat dvojnásobek svých SB a získat klanové ELO.Tři klany s nejvyšším ELO na konci soutěžní sezóny (trvající 3 měsíce) poté získají trofeje, které jsou zobrazeny na jejich klanové stránce. Tyto klany jsou cesta ke spojení s ostatními hráči, a obohacují hru.

## Herní mechaniky
V AtWar jsou dvě základní mechaniky, které omezují velikost armády; Posily a Peníze. Stanovení nejlepší rovnováhy mezi těmito dvěma závisí na herní zkušenosti a strategii.

### Posily
Posily představují počet jednotek které konkrétní město může koupit. Toto číslo závisí na populaci v realitě, a je uvedeno na městech podle čísla startovacích jednotek které mají, když jsou neutrální. Například, Varšava (Polské hlavní město) má defaultně 5 milicí, takže když je dobyto, bude produkovat 5 jednotek. Zatímco se však s běžící hrou mění počet bránících jednotek v neutrálním městě (takže město může mít v 7. týdnu 7 milicí), počet jednotek které bude město po dobytí produkovat zůstane stejné.
Jakmile jsou posily koupeny, jsou vyčerpány, a to určité město nemůže produkovat nové jednotky další 3 kola. Každé 4 týdny (čtyři herní kola), jsou posily v daném městě obnoveny. Z tohoto důvodu se většina boje odehrává ve čtvrtých kolech, nebo v "posilovém týdnu", kdy dobyté město může produkovat okamžitě. Pro produkování jednotek v daném městě, musí být vlastněno také hlavní město státu.
Mezi ostatní faktory, které ovlivňují získávání posil patří to, jestli hráč musel pro území bojovat s ostatními hráči. Sníží to populaci daného území, což způsobí menší posily v zemi. Za nějaký čas se posily vrátí zpět na normální počet, a vzrostou, jestli město nebude dobyto. Další faktor je startovací bonus pro posily. Jestli startovací země oponentů má v průměru více posil nežli Vy, dostanete extra posily ve vašem startovací městě. Například, jestli hráč A začne v Albánii (defaultně 2 posily), a hráč B začne v Turecku (defaultně 39 posil s extra městy), bude mít hráč A 20 posil, až hra začne.

### Správa Peněz
Peníze je jeden z nejdůležitějších aspektů ve hře, který hráč musí kontrolovat. Peníze (nebo zlato) je v AtWar zdroj, který dovoluje hráči kupovat jednotky. Čím více peněz hráč má, tím více jednotek může koupit. Typ jednotky, kterou hráč kupuje je obvykle závislá na tom, kolik peněz má. Například, pěchota stojí $70 a tanky (které mají lepší útok) stojí $130; Jestli má hráč hodně peněz, a chystá se útočit, nejpravděpodobněji kupuje tanky. Peníze se hromadí kolo po kolu pomocí příjmu. Peníze mohou být také poslány spojencům, použitím panelu Diplomacie.

### Příjem
Za každou dobytou zemi dostává hráč boost příjmu. Tento boost se mění podle země, ale pokaždé přidává nějaký příjem do ekonomie hráče. Získání bonusu celé země, dobytím hlavního města a všech ostatních měst v zemi, dává 20% bonus příjmu této zemi. Čím déle má hráč zemi pod svoji kontrolou, tím více peněz vydělá. Když je země zrovna dobyta, neprodukuje celý příjem. Po obdržení těchto bonusů do příjmů, jsou odečteny náklady na údržby armády, které závisí na velikosti armády. Čím dražší jednotky jsou, tím více jejich údržba poškozuje hráčův příjem. Příjem je shromážděn na konci každého týdne a je přidán do celkové hotovosti.

## Strategie
Další unikátní charakteristika atWar je možnost posílit určité jednotky v jejich výkonnosti na úkor jiných použitím různých strategií.
Takto je vytvářeno více různorodé bojiště se strategickým myšlením, protože hráči nebudou vědět, kterou strategii používají jejich protivníci.

### Standardní Strategie
Žádná Strategie
Žádné boosty nebo nevýhody, jednotky zůstávají konstantní.
Nelítostný útok
lepší Útočné Jednotky/ slabší Obranné Jednotky
Dokonalá Obrana
lepší Obranná síla u Obranných Jednotek proti Útočným jednotkám / slabší Útočné Jednotky
Velitel Námořnictva
lepší Námořní Jednotky / slabší Pozemní Jednotky

### Kupovatelné Strategie
Imperialista
levnější jednotky (-30 zlata) / slabší Útok (-1) pro všechny jednotky
Nebeská Hrozba
lepší Vzdušné Jednotky / slabší Pozemní Jednotky
Mistr Tajnosti
Levnější Pozemní Tajné Jednotky (-40 zlata) / slabší Útočné Jednotky
Blesková válka
lepší Dosah (+3) / lepší viditelnost (+3) / slabší Obrana (-1) pro všechny jednotky
Založena na Německé strategii stejného jména, Blitzkrieg ("blesková válka" v Češtině) je strategie, která je efektivní pro rychlý pohyb jednotek po mapě. Blitzkrieg je užitečná strategie se schopností rychle expandovat, ale naopak snižuje obranu jednotek. Blitzkrieg je známá strategie pro svoje použití ve 2.SV, ve které Německo rychle vtrhlo do Polska, a v čase přesunulo svoje jednotky na západní frontu do boje s Francií.
Partyzánská Válka
lepší Obrana Sekundárních Pozemních Jednotek / levnější Tajné Pozemní Jednotky / slabší Hlavní obranné jednotky a Útočné Jednotky

### Prémiové Strategie
Lucky Bastard
lepší šance na kritické zásahy (+10%) / lepší viditelnost (+4) / všechny jednotky dražší (+10)
Skvělý Kombinátor
Drobné změny jednotek Pozemního Hlavního útoku a Pozemní Hlavní obrany pro zlepšení určitého výkonu a zhoršení jiného.
Železná Pěst
více životů (+2) / menší viditelnost (-4) / menší Dosah (-2) pro všechny jednotky
Pouštní Bouře
lepší Speciální Vzdušné Útočné jednotky (helikoptéry) / lepší Pozemní Sekundární Obranné jednotky / lepší Pozemní Tajné jednotky/ slabší Hlavní Útočné vzdušné jednotky / slabší Pozemní Hlavní Obranné jednotky
Hybridní Válka
Mix mezi neobvyklou a konvenční válkou

## Typy her

### Koaliční války
Koaliční války hrají klany proti sobě pro získání koaličních bodů a elo. Klanová ela jsou porovnávána k určen nejlepšího klanu sezóny. V každé klanové válce vítězný klan dostane určitý počet elo, a poraženému se elo odečte. Na konci sezóny se všechna ela resetují, první 3 klany dostávají trofeje, a začíná sezóna nová. Klanové války se mohou odehrávat na jakékoliv mapě, ale nejčastěji se používá 3v3 Evropa+.

### 3v3 Evropa+
Současná 3v3 scéna je nastavena na výchozí světové mapě Evropa+, která zahrnuje vše v Evropě od Islandu po Ázerbájdžán. Aktuální herní nastavení je: kola trvající 4 minuty, 10 000 startovacích peněz, dva týmy, extra města, a není dovoleno znovupřipojování. Momentální formát těchto her je 3v3, týmová hra s dvěma hráči na východu (obvykle Ukrajina a Turecko) a čtyřmi hráči na západu (obvykle Španělsko, Francie, Německo a VB).

### Duely
V tomto typu hry se utkají dva hráči (obvykle na mapě Evropa+ s extra městy) s cílem zničit toho druhého. Vítěz dostane určitý počet elo, a poražený elo ztratí. Na konci sezóny se ela resetují, a první 3 duelisti jsou odměněni trofejemi. Vyhrávat tento typ hry je považováno za efektivní cestu, jak být uznán za svoje individuální schopnosti, zároveň s právem na vychloubání.

### Scénáře
Scénáře tvoří obrovskou část hraných map. Na rozdíl od světových map nejsou vytvořeny herními vývojaři, ale uživateli. Mapy mohou líčit historické momenty jako The World To End All Wars, která je založena na 1.SV, nebo např. Game of Thrones, nebo jiné fiktivní lokace. Scénáře mohou být i týmové, a dovolují hráčům mít více zemí pod kontrolou. Např. v mapě Ultimate World War 2, kde má Velká Británie své ostrovy, Britskou Afriku, a Britskou Indii na začátku prvního kola, což může zintenzivnit hru, ale může ji i ztížit kvůli časovému tlaku. Scénáře také mají možnost přidat no-go zóny, což je dobré pro vytváření strategických manévrů okolo. V těchto mapách se mohou vytvářet i vlastní jednotky a nebo také dovolit startujícím národům mít různé peníze, což umožňuje dělat unikátní a nebo realistické mapy následující historii.

### Vytváření Map
Vytváření map je unikátní část AtWar, která je dostupná pouze po zakoupení prémiového balíčku. Vytváření map sestává z vytváření hranic, zemí, příjmů a jednotek. Toto dovoluje tvůrcům vytvářet scénáře založené na historických událostech, a nebo kreativně vytvořit fiktivní mapu. Možnost upravovat tyto 4 věci (spolu s no-go oblastmi, úpravou týmů a dalšími funkcemi) umožňuje uměleckou tvořivost. Zatím je vytvořeno několik tisíc map a stále se vytváří další.

## SB "Strategické Body"
Strategické body jsou používány ke kupování vylepšení, zvyšování hodnosti, a resetování jména. Tyto různé vylepšení se dají koupit přes herní obchod, a strategické body se dají získat během hraní, ničením nepřátelských jednotek a plněním různých výzev.

## Počítání ELO
Počet ELO získaného a ztraceného závisí na ELO protivníka. Například, pokud má klán A ELO 1200 a klan B ELO 900 (nižší je horší), klan B by dostal za výhru více ELO než klan A. V tomto případě by klan B získal za výhru 22,1 ELO od klanu A, a klan A pouze 2,9 ELO od klanu B. Pro získání přesného čísla získaného/ztraceného ELO v klanových válkách existuje.

## Ze Silverlight na HTML 5
7. října 2015 bylo AtWar nuceno přejít na platformu HTML 5 poté, co Microsoft oznámil, že bude podporovat Silverlight pouze do roku 2021 a Google Chrome verze 45.0.2454 přestala podporovat NAPI pluginy kompletně. Změna posílila rozhraní, a udělala hru hladší, rychlejší. AtWar může teoreticky fungovat na jakémkoliv zařízení s prohlížečem kompatibilním s HTML 5, přesto počítače vykazují nejlepší a nejvhodnější herní interpretaci.